# Jean Lacquemant
Jean Lacquemant ou Jean Lacman, aussi surnommé DuBuisson ou Du Buisson, est un compositeur français de la période baroque, né en Picardie en 1622 ou 1623 et mort en 1680 ou 1681.

## Biographie
Le peu d'éléments connus sur Lacquemant est dû à Jonathan Dunford qui a montré que Jean Lacquemant et DuBuisson seraient le même compositeur.  Du reste, le nom ou surnom Du Buisson paraît être celui « de plusieurs musiciens français des XVIe, XVIIe et XVIIIe siècles ; on ignore pour la plupart s'ils sont parents ». 

## Ses œuvres
DuBuisson a composé au moins 111 pièces. Elles sont toutes composées pour la basse de viole seule. Les œuvres connues sont contenues dans six manuscrits, conservés dans des bibliothèques en Europe et aux États-Unis.